# (21034) 1989 WB3
(21034) 1989 WB3 là một tiểu hành tinh vành đai chính. Nó được phát hiện bởi Yoshiaki Oshima ở Gekko Observatory ở Shizuoka Prefecture of Nhật Bản, ngày 25 tháng 11 năm 1989.